# Паоло Кане
Паоло Кане (на италиански: Paolo Canè) [ˈpaːolo kaˈnɛ] е италиански тенисист.

## Биография
Паоло Кане е роден на 9 април 1965 г. в Болоня, Италия.
През 90-те години на XX век той има романтична връзка с певицата Паола Турчи.

## Кариера
Паоло Кане става професионалист през 1983 г. По време на кариерата си печели три титли на най-високо ниво на сингъл. Постига много успехи на Олимпийските игри, като достига до полуфинал в Лос Анджелис през 1984 г. (търнирът по тенис е демонстративен), и четвъртфинал в Сеул през 1988 г. Той печели три турнира на двойки, в Болоня през 1985 и 1986 г. и в Палермо през 1986 г.
Паоло Кане достига най-високото класиране на сингъл, до номер 26 в света, през 1989 г., и до номер 43 в света на двойки, през 1985 г.
За Купа Дейвис той има рекорд от 9 победи и 8 загуби на сингъл и 2 победи и 7 загуби на двойки.
Оттегля се от професионалния ATP тур през 1995 г.

## Кариерна статистика

### ATP финали (3 титли; 5 финала)
|        | П–З | Година | Турнир        | Клас           | Настилка | Опонент              | Резултат           |
| ------ | --- | ------ | ------------- | -------------- | -------- | -------------------- | ------------------ |
| Загуба | 0–1 | 1986   | Болоня Аутдор | Гран При       | Клей     | Мартин Хайте         | 2–6, 6–4, 4–6      |
| Победа | 1–1 | 1986   | ATP Бордо     | Гран При       | Клей     | Кент Карлсон         | 6–4, 1–6, 7–5      |
| Победа | 2–1 | 1986   | Швеция Оупън  | Гран При       | Клей     | Бруно Орешар         | 7–6(7–4), 7–6(7–5) |
| Загуба | 2–2 | 1989   | Сицилия Оупън | Гран При       | Клей     | Гилермо Перес Ролдан | 1–6, 4–6           |
| Загуба | 2–3 | 1991   | Болоня Аутдор | Световни серии | Клей     | Ян Гунарсон          | 5–7, 6–3, 7–5      |